# Церковь Святого Варнавы в пустыне
Церковь Святого Варнавы в пустыне — епископальная церковь, расположенная в Парадайс-Валли, штат Аризона. Основанная как миссионерская церковь в 1953 году, церковь получила статус прихода в 1955 году и была зарегистрирована в 1958 году. В 1961 году церковь переехала в свою нынешнюю структуру.

## История

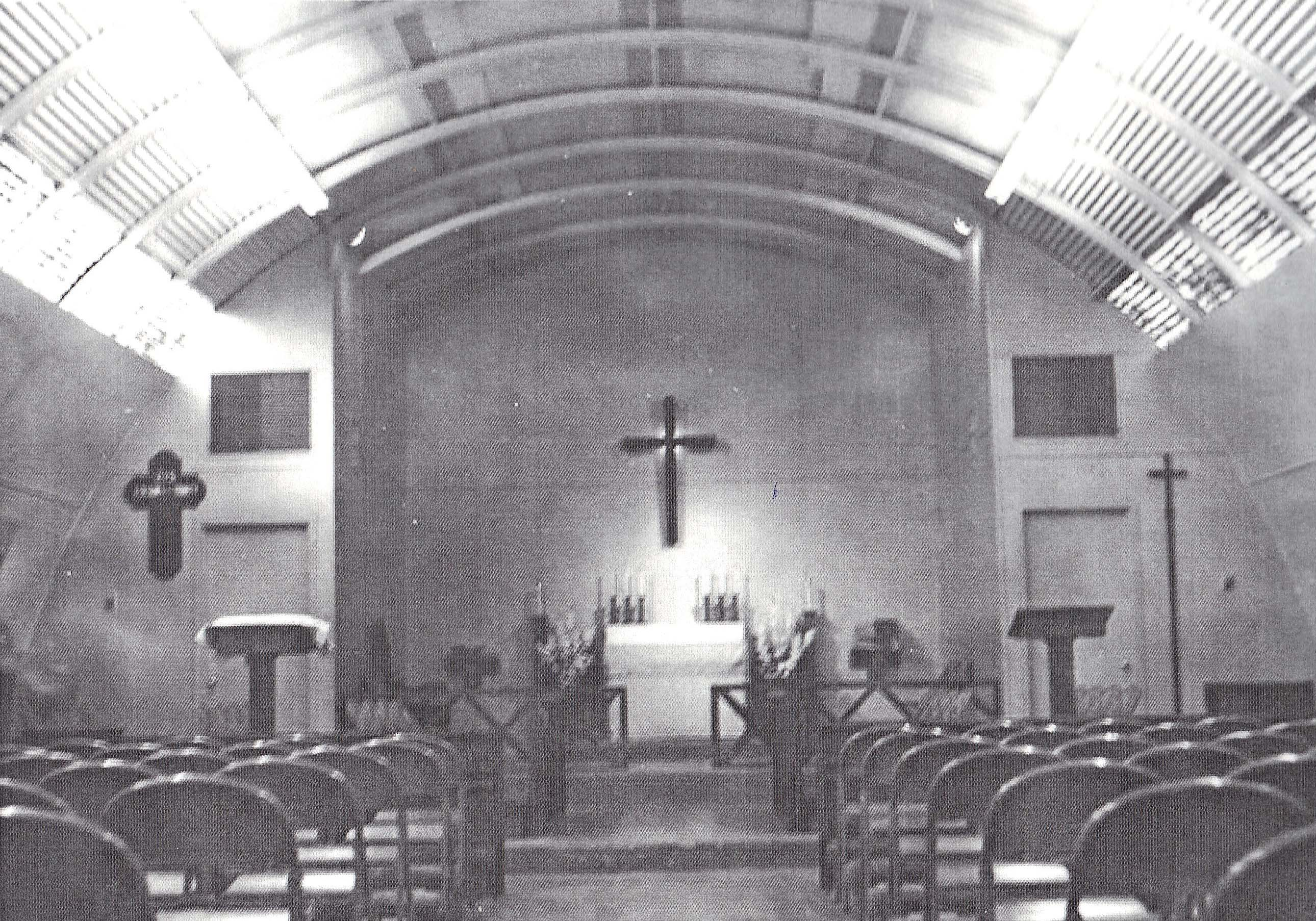
Интерьер

Приход был основан как миссионерская церковь в 1953 году, первая служба состоялась 15 ноября 1953 года. Первоначально службы проводились в различных местах на частных владениях, пока не переехали в Куонсетский ангар, расположенный по адресу 132 W. Main Street в Скотсдейле, который был освящён 3 октября 1954 года. Пол Л. Уэст был назначен первым настоятелем прихода в 1954 году, а первая служба в Церкви Св. Варнавы была проведена 3 марта 1954 года, в Пепельную среду. К концу 1954 года миссионерская церковь была финансово самодостаточной. 4 января 1955 года мистер и миссис Фаулер Маккормик пожертвовали землю на Мокингбёрд-Лейн в Парадайс-Валли, где находится нынешнее строение, очень близко к собственности, которую они позже передали городу Скотсдейл для железнодорожного парка МакКормик-Стиллман. Участок в десять акров находился через дорогу от школы Джадсона.

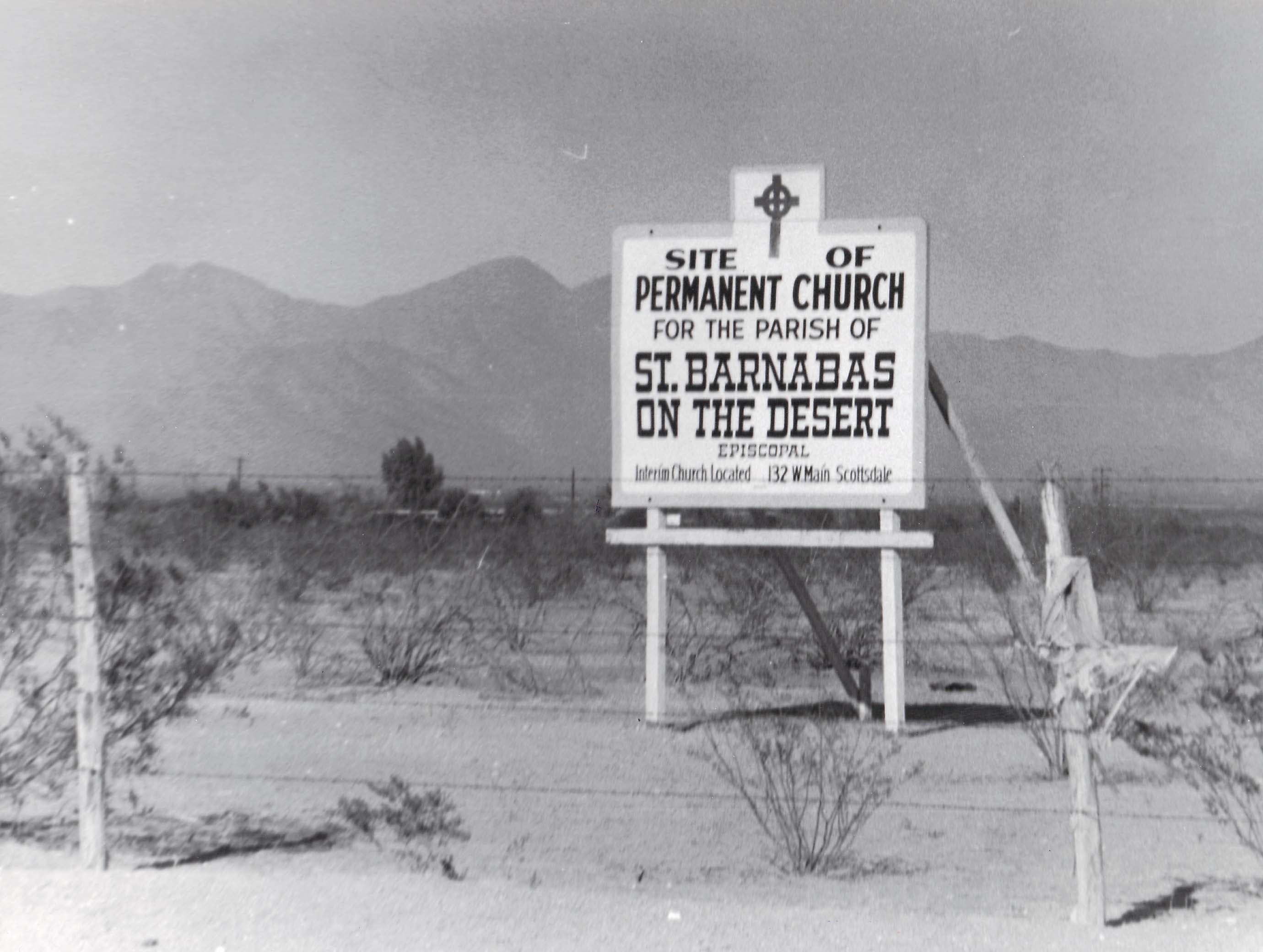
Предпроектная площадка

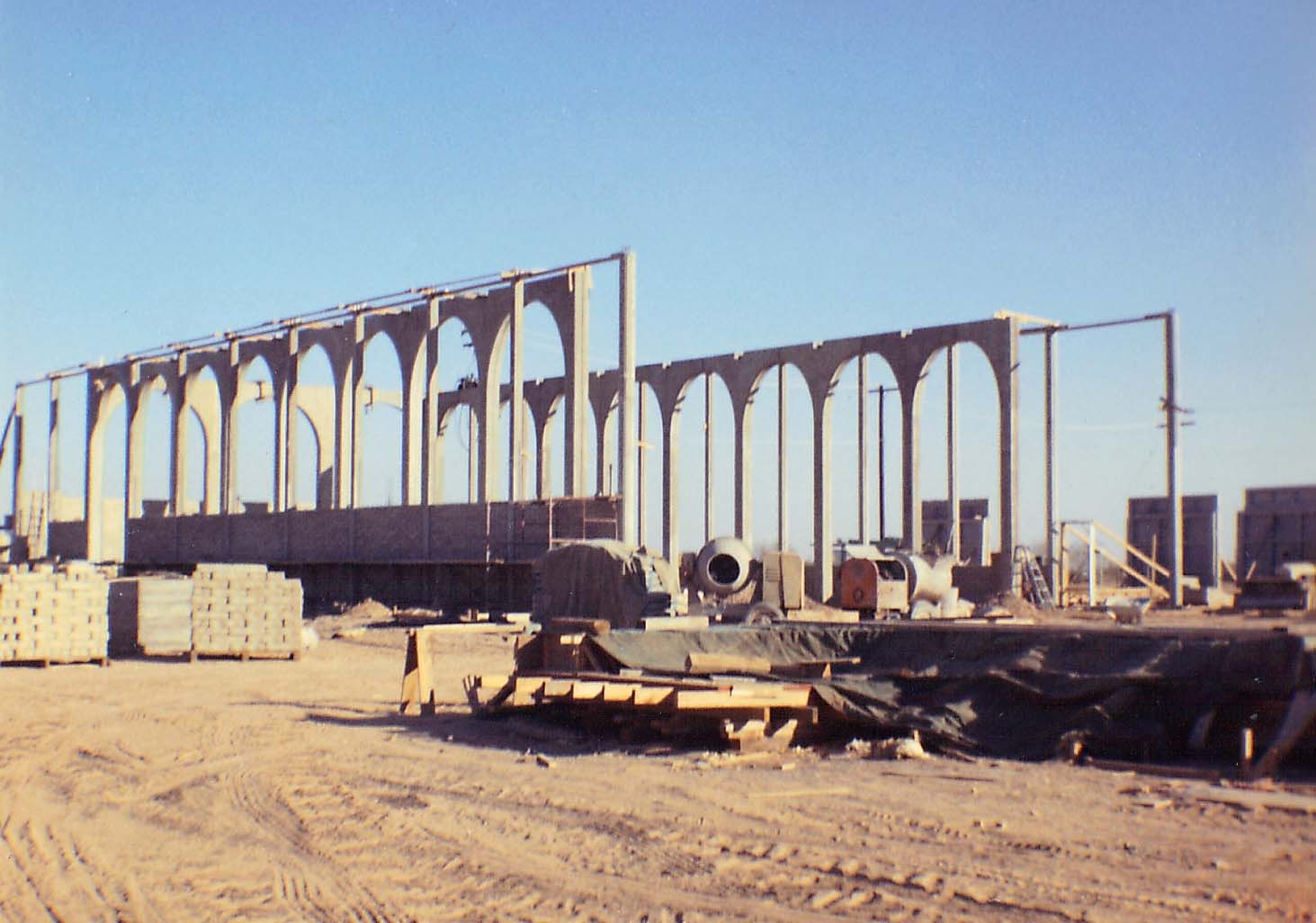
Святилище в стадии строительства

Продолжая проводить богослужения на главной улице, приход начал сбор средств для постройки постоянного строения на пожертвованном имуществе. Будучи частью миссионерской юрисдикции Аризоны, 1 ноября 1955 года (в День всех святых) церковь получила статус прихода от епископа Артура Барксдейла Кинсолвинга II. 2 мая 1958 года церковь была официально зарегистрирована в штате Аризона. Позже в том же году Миссионерский район официально стал епархией Епископальной церкви. В сентябре 1959 года настоятелем прихода стал Генри Б. Гетц. В 1959 году проектирование и строительство нового церковного здания было поручено Т.С. Монтгомери. В сентябре 1960 года было объявлено, что приход принял концептуальные чертежи церковного комплекса, который будет построен на их участке площадью 10 акров. В проект входили четыре корпуса. Главное святилище на 460 мест, часовня на 60 мест и службы будут занимать главное здание; конференц-зал с кухонными принадлежностями будет вторым зданием, а в оставшихся двух зданиях будут находиться учебные корпуса A и B, а также небольшие конференц-залы. Ориентировочная стоимость строительства составила 456 950 долларов США. Строительство нынешнего святилища вместе с часовней, службами и учебным корпусом B началось в 1960 году, а официальная закладка фундамента состоялась 4 декабря. Это было предпринято строительной компанией Redden из Финикса. Строительство было завершено в следующем году, и первая служба в нынешнем святилище состоялась 11 сентября 1961 года. 12 ноября 1961 года были освящены все новостройки. Святилище было «изначально спроектировано так, чтобы иметь акустические свойства более крупных соборов». В 1961 году также был создан церковный комитет «Мемориальное принятие и изящные искусства» (MAFA). В состав комитета входят от семи до девяти членов конгрегации с интересами в изобразительном искусстве, комитет отвечает за утверждение всех религиозных предметов, произведений искусства и украшений для церкви. Первой заказанной и завершённой работой была купель для крещения, разработанная художниками Парадайс-Валли, Алленом Дитсоном и Ли Порцио.
Когда в 1962 году в церкви установили новый орган, известный американский органист Ричард Первис прилетел в Скоттсдейл, чтобы провести церемонию посвящения. Приходской зал, теперь называемый Хаттон-холл, был добавлен к кампусу церкви в 1964 году, в следующем году Джон Х. Парк стал ректором.
В ноябре 1970 года новым настоятелем прихода был назначен Уильям Пурдис Роуленд. В 1973 году в честь выплаты прихожанам первоначальной ипотеки была проведена церемония сжигания ипотеки. Церковь была освящена и благословлена несколькими высокопоставленными епископальными сановниками, в том числе Джорджем Р. Селуэем, Робертом Донохо (экуменическим директором епископальной епархии Аризоны) и бывшим пастором Св. Варнавы Генри Б. Гетцем. Освящение произошло так поздно потому, что церковь епископальной веры не может быть освящена до тех пор, пока она не будет освобождена от долгов («вся возможность отчуждения для светского использования будет устранена»). Святилище получило новые главные двери, в которых участвовал новый вид искусства, изобретенный Дитсоном и Порцио, под названием «трафорато». Двери представляют собой вырезанные формы из стали, изображающие детские сцены из Библии, а также различные этапы детства. Резаная сталь заключена в стекло. Некоторые из изображённых сцен включают Давида, Голиафа и Тобиаса. Также в произведениях искусства представлены изображения музыкальных инструментов, природных объектов и животных. Помимо дверей, Дитсон и Порцио создали множество других произведений искусства для церкви. Среди них — массивный гобелен под названием «Ода радости», разработанный Порцио; главный алтарь и крест, стулья для служителей, канделябры, а также различные чаши и подставки.  В 1976 году завершено строительство приходского мемориального сада, расположенного к северу от главного святилища; в саду было первое погребение в феврале того же года. Второй учебный корпус, учебный центр, расположенный к востоку от здания начального образования и к северу от мемориального сада, был построен в 1988 году; последний из трёх учебных корпусов, названный «Шон Плейс», был построен в 1999 году и расположен к востоку от учебного центра.

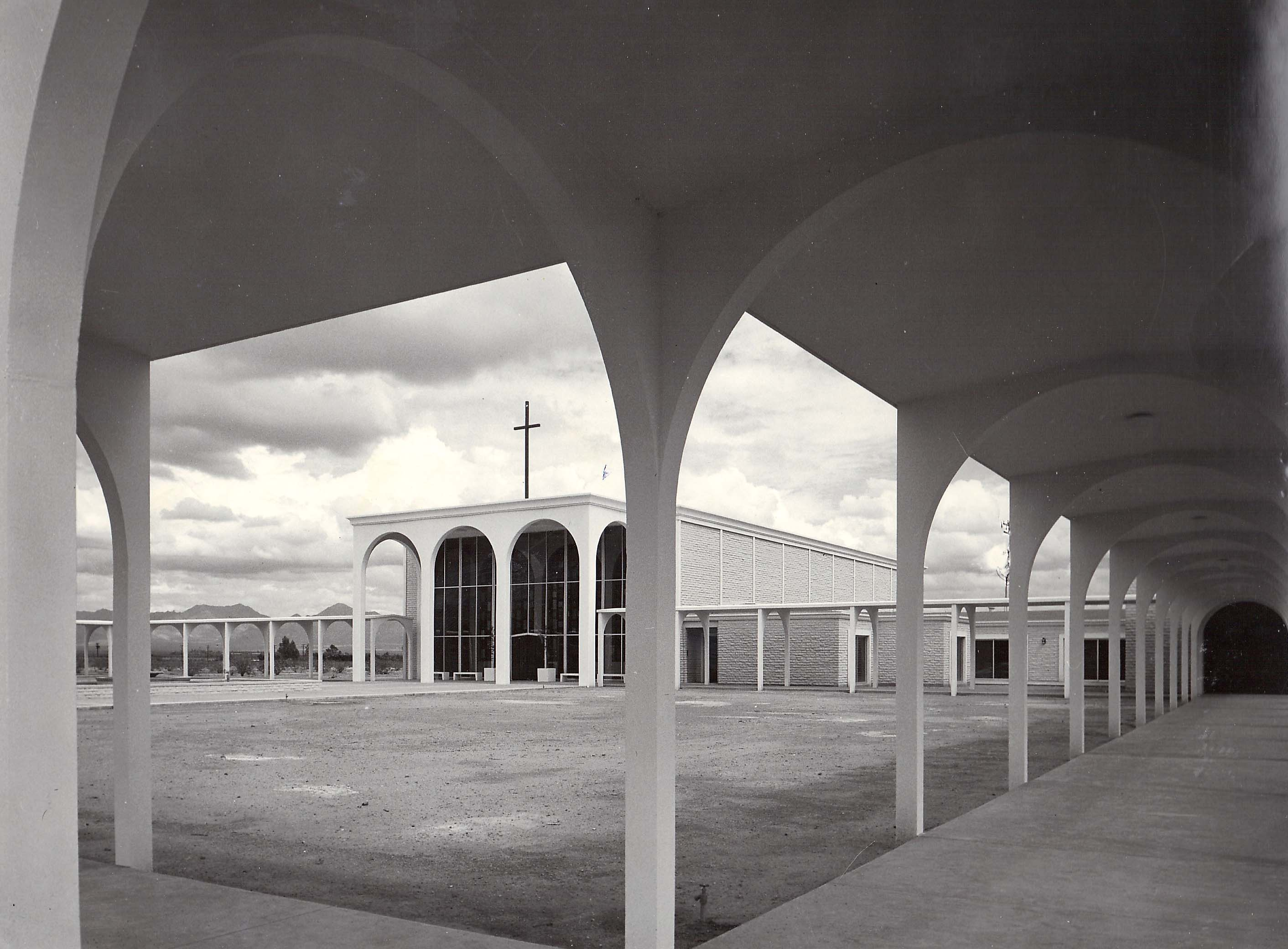
Святилище

В 2006 году в приходе было проведено расширение здания, в результате которого были добавлены музыкальный центр, книжный магазин и холл, а также был отремонтирован существующий приходской зал. Музыкальный центр включает в себя башню с карильоном из 25 колоколов, спроектированную Royal Eijsbouts. Этот карильон — единственный карильон в штате Аризона и один из примерно 200 во всех Соединённых Штатах. Колокола были посвящены на специальном концерте 7 октября 2006 года. Набор состоит из 25 колоколов, весом 4074 фунта (около 1848 кг), и в него играют в электронном виде каждый час с 9:00 до 18:00, а иногда и вручную. Колокола были посвящены Джону С. Торнтону и его жене Ян. Торнтон, бывшей настоятелем прихода с 2002 по 2004 год.
В 2010 году святилище отремонтировали за 4,5 миллиона долларов. Обновления включали замену органа с 2768 трубами, посвящённого в феврале 1962 года, а также гобелена «Ода радости», который был с годами повреждён из-за воздействия света. Орган был заменён Casavant Frères, той же компанией, которая изготовила оригинальный орган, на этот раз с 2929 трубами. Орган был подарен Джоном Ч. и Мэри Делл Прицлафф. Также во время ремонта была установлена новая звуковая система для устранения текущих акустических проблем. Уникальной особенностью было сочетание труб органа с мозаикой под названием «Чудесная любовь», которая простирается на задней стене святилища, разработанной известной канадской художницей по стеклу Сарой Холл.

## Церковь Святого Варнавы в наши дни

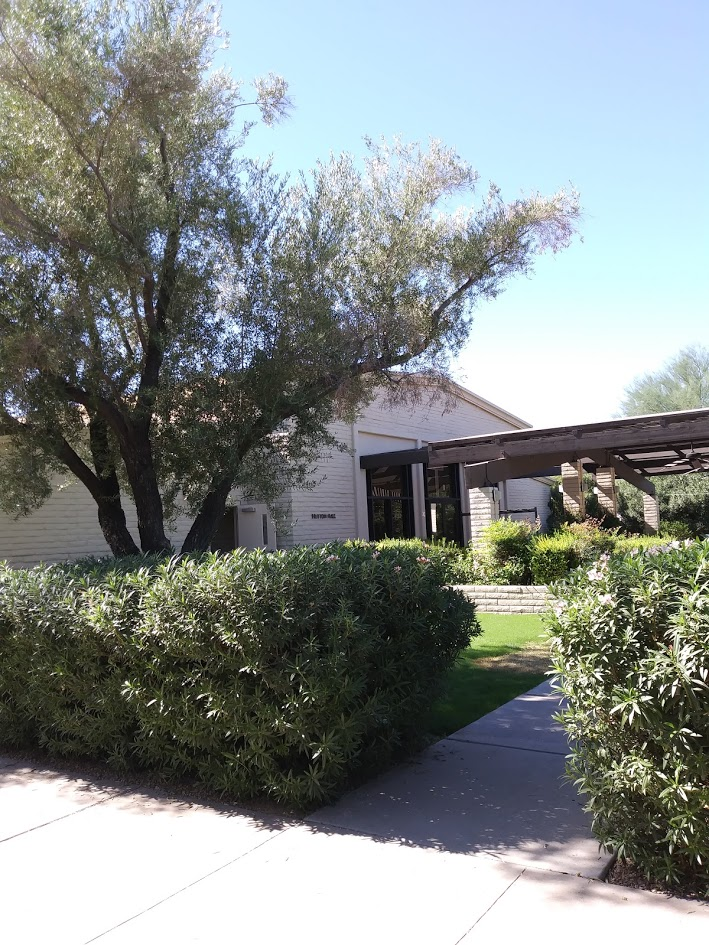
Хаттон-холл, построен в 1964 году

Церковь Святого Варнавы — один из центров созерцательной проповеди в Аризоне для тех, кто интересуется практикой сосредоточенной молитвы, как учил отец Томас Китинг.
Посторонним организациям также разрешено использовать помещения церкви, в том числе Анонимным алкоголикам.
Нынешний ректор святого Варнавы Джим Кларк вместе с коллегами из духовенства, прихожанами и библеистами разработал особый тип изучения Библии в малых группах, названный «Искусство использования Священного Писания» (TAEHS). Практика предназначена для создания «... живого метода изучения Священного Писания посредством чтения и изучения, разговорной молитвы и безмолвной молитвы, а также группового общения». Практика даёт участникам краткую библейскую и экклезиологическую основу для улучшения их молитвенной жизни и изучения Библии как на групповых занятиях, так и самостоятельно.
В церкви также есть собственный глава Ордена Святого Луки.

## Современный кампус
Со времени постройки первоначального святилища, часовни и учебного корпуса кампус за десятилетия вырос. Служебные помещения были построены между святилищем и часовней в 1961 году как часть первоначального плана и были расширены в 1984 году, а через двор от святилища было построено современное музыкальное здание. Оригинальный дизайн святилища включает ритмичные колонны и арки, высокий потолок и приподнятый круглый алтарь. В здании находится карильон церкви. К северу от музыкального здания находится ещё одно строение с книжным магазином и кафе. Хаттон-холл (построенный в 1964 году) находится ещё севернее, в нём также находится приходская кухня. К северу от святилища находится Мемориальный сад, а к востоку от него — Лабиринт. Самые северные здания включают первоначальную структуру образования, к которой теперь присоединились ещё два здания для обучения/собраний, в которых также находится библиотека прихода. На остальной территории кампуса есть сады, дорожки, автостоянки и детская площадка. Крытые переходы соединяют различные постройки. Главное святилище включает источники непрямого освещения, которые «придают визуальную глубину созерцательному пространству».
В кампусе есть несколько произведений искусства. До его переноса в помещение с контролируемым климатом за алтарём висел гобелен Ли Порцио и Аллена Дитсона «Ода радости». Позади своего аналога в часовне висит картина Франческо Заганелли, написанная маслом в XV веке. Дитсон создал главный алтарь, основываясь на концепции тернового венца как опоры для корабля, символизирующего церковь. Однако этот дизайн не был принят церковным комитетом по изящным искусствам, и поэтому был изменён до его нынешнего вида. Нынешняя база сделана из треугольных кусков обожжённой стали, символизирующих разум, сердце и дух, три аспекта разума. Постоянное стремление человека всегда стремиться вверх символизирует пирамидальная форма стенда. Другие предметы, спроектированные Порцио или Дитсоном, включают главный храм святилища, канделябры, дверь в часовню и чаши для подаяний.

## Известные прихожане и духовенство
- Сандра Дэй О’Коннор — первая женщина-судья в Верховном суде США
- Джон Прицлафф[англ.] — член Палаты представителей Аризоны[англ.] и Сената штата Аризона[англ.][34]
- Файф Симингтон — бывший губернатор Аризоны и его жена Энн Прицлафф Симингтон, дьякон
- Джон С. Торнтон[англ.] — Епископальный епископ